# Ум Чхон Хо
Ум Чхон Хо (кор. 엄천호; англ. Um Cheon-ho; род. 25 февраля 1992 года) — корейский конькобежец и шорт-трекист; чемпион мира по шорт-треку; серебряный призёр чемпионата мира, обладатель Кубка мира в масс-старте, 3-кратный чемпион Кореи и 5-кратный призёр чемпионата Кореи по конькобежному спорту. выступает за команду "Incheon Sports Toto" под руководством тренера Мун Джуна.

## Биография
Ум Чхон Хо начал кататься на коньках в 1997 году в начальной школе Лила в Сеуле. В средней школе, которая была хорошо известна успешной командой по шорт-треку, он стал заниматься шорт-треком. Огромное влияние на него оказал лучший друг Но Джин Гю, который умер в 2016 году от саркомы Его тренером был бывший шорт-трекист Ли Джун Хо. 

### Шорт-трек
В 2009 году на чемпионате мира среди юниоров в Шербруке Чхон Хо завоевал золотые медали в забеге на 1500 м и в суперфинале на 1500 м, что дало ему 1-е место в сумме многоборья, а также выиграл серебряную медаль в эстафете. В 2009 году он сломал ногу, упав на тренировке за день до корейских отборочных испытаний на зимние Олимпийские игры 2010 года. В период с 2007 по 2015 год он перенёс три операции на левой лодыжке и пять - на правой, что сказывалось на его результатах.
Через два года в 2011 он участвовал на чемпионате мира среди команд в Варшаве, где завоевал золотую медаль с партнёрами. В том же году на зимних Азиатских играх в Астане Чхон Хо выиграл серебро в забеге на 1500 м и золото в эстафете. В декабре 2013 года участвовал на зимние Универсиаде в Тренто, где завоевал серебряные медали в забегах на 1000 м и 1500 м. В 2014 году он вновь получил травму и пропустил Олимпийские игры в Сочи.

### Конькобежный спорт
В 2016 году по рекомендации (бывшего) тренера "Incheon Sports Toto" Ли Гю Хёка Чхон Хо перешёл в конькобежный спорт. В октябре 2016 года Чхон Хо дебютировал на чемпионате Кореи и сразу поднялся на 3-е место в забеге на 5000 м, а в январе 2017 года выиграл в классическом многоборье. Через год вновь показал тот же результат. Он стартовал в сезоне 2018/19 года на Кубке мира и сразу выиграл общий зачёт в масс-старте.  
В феврале 2019 года на чемпионате мира на отдельных дистанциях в Инцелле он выиграл серебряную медаль в масс-старте. Следом на 100-м Национальном Фестивале зимних видов спорта он выиграл золото в  забеге 10 000 м и серебро в забеге на 5000 м. В октябре 2019 года Чхон Хо стал чемпионом Кореи в забеге на 5000 м, как и в прошлом году. В сезоне 2019/20 на  1-м этапе Кубка мира в Минске стал 3-м в масс-старте. 
В начале января 2020 года на чемпионате четырёх континентов в Милуоки выиграл золотую медаль в масс-старте и серебряную в командной гонке. В феврале на чемпионате мира в Солт-Лейк-Сити занял 11-е место в масс-старте. На 101-м Национальном Фестивале зимних видов спорта он выиграл золото в забегах на 5000 м и 10 000 м. В сезоне 2020/21 Джэ Вон участвовал только на национальном чемпионате из-за пандемии коронавируса. 
В декабре 2021 года на чемпионате четырёх континентов в Калгари Чхон Хо выиграл в масс-старте и взял бронзу в командной гонке. В октябре 2022 года он стал третьим на дистанции 1500 м на чемпионате Кореи, а в декабре 2022 года на чемпионате четырёх континентов в Квебеке завоевал золотую медаль в командной гонке. В марте на чемпионате мира на отдельных дистанциях в Херенвене занял 21-е место в забеге на 1500 м. 
В январе 2024 года на чемпионате четырёх континентов в Солт-Лейк-Сити участвовал с партнёрами в командной гонке и занял 6-е место. На 105-м Национальном Фестивале зимних видов спорта он выиграл золото в забегах на 1500 м и 5000 м, а также серебро в командной гонке. 

## Личная жизнь
Ум Чхон Хо окончил Корейский Национальный спортивный университет в Сеуле в степени магистра на факультете физического воспитания. Он болеет за корейскую футбольную команду "FC Seoul" и корейскую бейсбольную команду "Doosan Bears", смотрит спорт. Его старший брат Ум Чхон Хи представлял Республику Корея в конькобежном спорте на роликовых коньках на чемпионате мира 2006 года в Аньяне.